# کالج پزشکی نیویورک

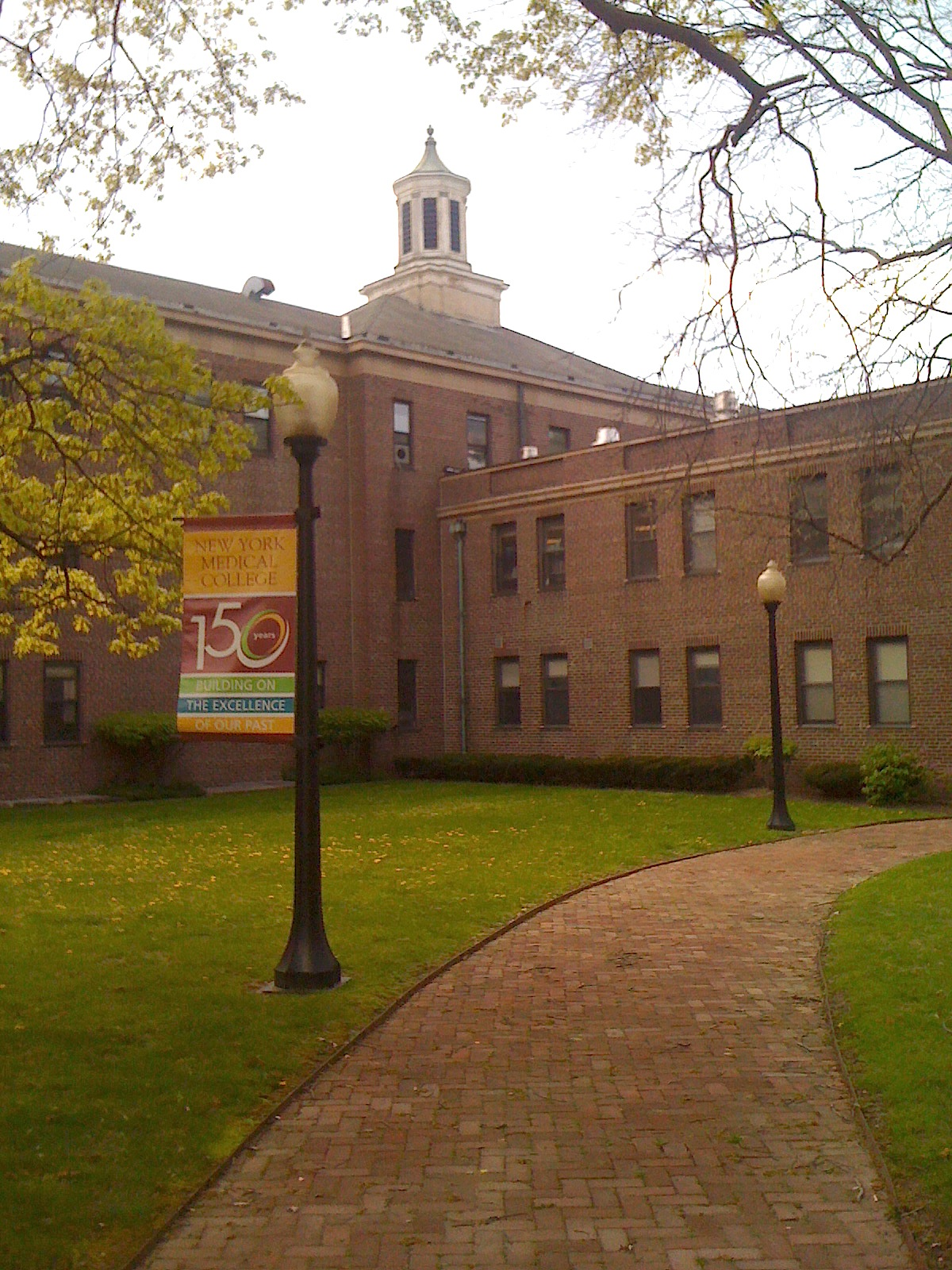

کالج پزشکی نیویورک (به انگلیسی: New York Medical College) تأسیس ۱۸۶۰، از دانشگاههای آموزش، پژوهش و مراقبت‌های پزشکی در کشور آمریکاست و در شهر نیویورک قرار دارد.